# Antonio Mangilli
Pour les articles homonymes, voir Mangilli.
Antonio Mangilli, né le 26 décembre 1829 à Cento et mort le 9 avril 1900 est un homme politique italien.

## Biographie
Il est sénateur du royaume d'Italie au cours de la XVIIe législature.